# 糸田町
糸田町（日语：／ Itoda machi */?）是位于福岡縣中部田川盆地西北側的一個町，屬田川郡。
轄區下未設大字，故所有地址為「福岡縣田川郡糸田町XXXX番地」。

## 歷史

### 年表
- 1887年：糸田村、鼠池村、大熊村合併為糸田村。
- 1889年4月1日：實施町村制糸田村隸屬田川郡。
- 1905年：弓削田村（現已併入田川市）的部分地區被併入糸田村。
- 1939年1月1日：改制為糸田町。[1]

## 交通

### 鐵路
- 平成筑豐鐵道
  - 糸田線：豐前大熊車站 - 松山車站 - 糸田車站

|  |

## 本地出身之名人
- 益荒雄廣生：大相撲力士
- 吉井山朋一郎：大相撲力士
- 井上陽水：創作歌手